# 勞動人權協會
勞動人權協會（英語：Labor Rights Association，簡稱勞權會）成立於1988年5月1日，為台灣的體制外勞工運動團體之一，也是自主工運團體中統派色彩較鮮明者。

## 歷史

### 發展
自從1949年中國國民黨蔣中正政府實施台灣省戒嚴令以來，台灣工運界經歷了長期的消沉，其間只有右翼主流工會維持表面上的運作。直到1985年，隨著台灣工潮蜂起，統左派的「夏潮」與獨派的「新潮流」兩個知識份子集團中的部分人士合組了第一個體制外工運組織「台灣勞工法律支援會」（簡稱勞支會），是為台灣戰後自主工運團體的萌芽。1987年，夏潮人士因籌組工黨而退出勞支會，新潮流中佔大多數的自由派人士也在幾次路線爭議後退出勞支會；其後勞支會屢經改組、改名，成為後來的台灣勞工陣線（簡稱勞陣），漸漸走向「工運政治化」一途，成為民主進步黨新潮流系的外圍組織。
工黨在成立半年後分裂，夏潮派人士另組勞動黨與勞權會。此後，勞動人權協會即被列入台灣左派工運史上所謂的「三派一支」：另兩派分別是1990年代形成的工人立法行動委員會（工委會）與台灣勞工陣線（勞陣）；「一支」則指自勞陣分出的「紅燈左轉」，主要活動於南台灣。

1993年4月26日，勞權會會長吳榮元在《自立早報》的【焦點對談】中聲言：
|  | ㈠統獨問題是既存的現實問題，是海峽兩岸人民共同面對的問題。不願面對問題，並不等於問題不存在。而且，如何看待問題，也非海峽任何一方可以片面決定。 ㈡海峽兩岸的分裂，是國共內戰和美國反共世界戰略佈置下的結果。變更歷史事實，否認國家歸屬，行使分立的正當性何在？ ㈢在階級對立、貧富懸殊的台灣，只有勞工命運共同體，而沒有「台灣人命運共同體」。有關國家定位問題，不能委由資產階級代言人來決定。 ㈣海峽兩岸互通互惠，結束對峙，削減軍備，可用於人民福利及生產建設，擺脫對外國資本的依賴，改善盲目追求成長的經濟發展政策。 ㈤在民族統一運動和勞工運動匯合時，勞工方得出頭天，才能有勞工全勝的一天。 |

勞權會與勞動黨目前是全亞洲反對美日帝國主義宰制與侵略運動聯盟（Asia-Wide Campaign against U.S.-Japanese domination and aggression of Asia）的台灣代表。

### 歷任會長
1. 賴明烈
2. 吳榮元
3. 林書揚
4. 羅美文

### 2002年秋鬥爭議
2002年11月10日，民進黨立法委員李明憲、李鎮楠合開記者會，質疑工委會與勞權會合辦的秋鬥有政治力介入；他們批評，秋鬥遊行，表面上是打著失業勞工的名號進行，不過仔細了解之後發現，背後竟然有以台北市長馬英九為首的台北市政府團隊加上舊特務的軍情勢力，勾結統派的中華人民共和國國慶貴賓共同支持進行「國（中國國民黨）共（中國共產黨）合作、鬥臭台灣」行動；李鎮楠更指控，勞權會每年均會受中国人民政治协商会议全国委员会與中共中央统一战线工作部邀訪中國大陸，與中國共產黨關係非常密切。
2002年11月13日，工委會赴立法院，要求李明憲與李鎮楠為「國共合作、鬥臭台灣」言論出面道歉；工委會召集人王耀梓強調，工委會才是秋鬥主辦單位，勞權會與中華民國全國總工會都是認同勞工立場的參與單位，且後兩者也僅動員約50人參加秋鬥；在民進黨立法院黨團幹事長王拓斡旋下，李明憲、李鎮楠及台灣團結聯盟立法委員黃宗源出面並一度道歉；李明憲僅承諾「願為語焉不詳道歉」，並反指秋鬥當天群眾在總統府前倒垃圾，引起工委會人士以「垃圾是我們自己清的」駁斥；王耀梓欲搶下李明憲的麥克風以阻止其繼續發言，雙方發生肢體衝突，工委會批評這三位立法委員是「無恥立委」，這三位立法委員則批評工委會「你們不能代表勞工」。
2004年1月10日，社運工作者鍾榮峰在《台灣立報》批評：「相較國民黨威權時代高官民代傲慢、顢頇與何不食肉糜等言行風格，在『民主進步』的當下，先有前年民進黨籍立委對蘭嶼核廢高唱『強行徵收蘭嶼土地』所引爆的譁然，繼之中市李明憲立委對工人立法行動委員會所主辦『秋鬥』為『唱衰台灣』並『與中共隔海唱和』等抹黑指控，至去年呂秀蓮副總統的『愛滋天譴說』、侯水盛的『同志亡國論』等，已在在顯示『綠出藍而更勝於藍』的可怕趨勢！在公民社會的強烈批判聲浪、及選情白熱化所造成的價值制約壓力下，為保衛綠營江山而暫隱其真面目，但依舊『管束』不住這股極反動、保守的言論，更甚以往的『強暴說』（按：指侯水盛『保留強暴中國小姐權利』一語）仍脫口而出，這無異宣告台灣的法西斯主義惡勢力已然成形。」

### 2014年兩岸服務貿易協議爭議
2014年3月26日，勞權會與其他工會代表在中華民國經濟部前舉行記者會，要求「盡快結束立院失序、早日落實服貿協議」，聲明引起爭議的關鍵段落如下：
|  | 自2000年以來，台灣的經濟成長率雖然很低，但仍有成長，可是，工人薪資的實質成長率，在民進黨執政八年期間，下降了3.3％；馬英九執政五年期間主張透過救經濟才能救勞工，但工人的實質工資卻繼續下降了0.8％。馬英九當初所提的｢涓滴效應｣，是上面積了水，水就自然會滴一點下來給勞工，但五年來，成效有限，這才是我們工人這十幾年來面臨的最大問題。要讓水滴下來，我們工人需要想兩個問題:一、經濟如沒有積累與成長，我們將立即面臨更嚴重的無薪休假和裁員；二、到底為何工人無法獲得應有的勞動成果？ |

文中批判提出「涓滴效應」的馬英九政府根本做不到「涓滴效應」，然而有工運團體解釋為勞權會附和涓滴效應理論，因此與工會發表共同聲明直指「有人企圖以『涓滴效應』美化自由貿易與服貿」。勞動視野工作室稱「這些領有國家核發的工會證書的團體實在是與資本家站在同一陣線的偽工會，他們的聲明和勞工利益背道而馳，台灣勞工應藉機認清哪些團體是真正的工會、哪些團體只是打著工會旗號的偽工會，以決定未來要跟誰團結當夥伴。」鬼島工寮則稱「此番鼓勵台灣資本前進中國，再讓台灣勞動大眾和台資『共同分享』中國工人血汗的言論，是高喊統一實則破壞統一的行為，是最分裂台灣工人與中國工人團結的路線。」中國部分左翼網站也批評「這批工會領袖淪為中台資產階級的馬前卒」；而支持服貿協議的立場更成為勞權會「被建議」退出2014年五一勞動節遊行平台的理由。
勞權會發表三二六聲明之後，團結工聯等17個團體提出的〈工會及工運團體支持「反服貿、反自由貿易」共同聲明〉以及全國關廠工人連線〈關於「建議勞權會退出五一平台」的備忘錄〉。

## 活動
勞權會自詡的功能定位為：
1. 勞工服務：協助工會組訓、勞動法令諮詢解答、協助處理勞資爭議、提供勞工教育課程、協助工會會刊出版。
2. 出版：《勞動前線》月刊、年度《台灣勞動人權報告》、有關勞工議題的各種手冊、製作勞工權益傳單。
3. 工運資訊：收集工運等社運相關資料、分析政經走向及勞工政策。
4. 其他：參與爭取社會公益運動、維護社區權益、協調處理民事刑事糾紛。

近年來，勞權會也投入移住勞工、全民健保、反軍購、反對勞動三法（《工會法》、《團體協約法》與《勞資爭議處理法》）改惡、漁民運動、女性勞工、派遣勞動、八四工時、其他勞動政策法令及大陸配偶人權等等議題，並從2003年起發起「新民主論壇」針砭當局政策。

## 註記
1. ↑  .   [2007-07-29]. （原始内容存档于2007-08-20）.
2. ↑  台灣勞工陣線秘書處. . 台灣勞工陣線《勞動者電子報》. 2004-06-01  [2013-08-25]. （原始内容存档于2015-06-20） （中文（臺灣））.
3. ↑  《1997-1998年台灣勞動人權報告》，勞動人權協會出版，1999年5月1日
4. ↑  吳榮元. . 自立早報. 1993-05-03: 5 （中文（臺灣））.
5. ↑  張麗娜. . 東森新聞報. 2002-11-10  [2013-08-25] （中文（臺灣））.
6. ↑  顏振凱. . 聯合晚報. 2002-11-13 （中文（臺灣））.
7. ↑  鍾榮峰. . 台灣立報. 2004-01-10  [2013-12-15]. （原始内容存档于2016-06-30） （中文（臺灣））.
8. ↑  工會團體呼籲「儘快結束立院失序、早日落實服貿協議」十點聲明 （页面存档备份，存于）苦勞網。
9. ↑  工會及工運團體支持「反服貿、反自由貿易」共同聲明 （页面存档备份，存于） 苦勞網。
10. ↑  發動罷工為台灣工會當前刻不容緩之任務 （页面存档备份，存于） 勞動視野工作室。
11. ↑  民族優先還是階級優先 （页面存档备份，存于） 鬼島工寮。
12. ↑  从无产阶级利益角度出发审视海峡两岸服务贸易协定 （页面存档备份，存于） 新青年。
13. ↑  關於「建議勞權會退出五一平台」的備忘錄 （页面存档备份，存于） 全國關廠工人連線。
14. ↑  2014年五一勞工「反低薪、禁派遣」大遊行訴求說明  （页面存档备份，存于） 2014年五一勞工「反低薪、禁派遣」大遊行訴求說明

## 外部連結
- 勞動人權協會 （页面存档备份，存于）